# Петерс, Артур
Артур Петерс (фр. Artuur Peters; род. 26 октября 1996, Хехтел-Эксел, Фламандский регион) — бельгийский гребец на байдарках, двукратный бронзовый призёр чемпионатов Европы 2021 и 2022 годов, участник II и III Европейских игр. Участник летних Олимпийских игр 2016, 2020 и 2024 годов.

## Карьера
Петерс — чемпион мира среди юниоров на дистанции 1000 метров, победивший в 2014 году на чемпионате мира по гребле на байдарках и каноэ в Сегеде, Венгрия, а также став чемпионом мира в спринте в 2016 году в Минске, Беларусь.
В 2016 году принимал участие в летних Олимпийских играх в Бразилии. На дистанции 1000 метров выступил в финале B и занял итоговое 11-е место.
В 2021 году на чемпионате Европы в Польше завоевал бронзовую медаль в гребле на байдарках на дистанции 1000 метров. В 2022 году в Мюнхене повторил это своё достижение.
Дважды был участником Европейских игр в 2019 и 2023 годах.
В 2021 году принимал участие в летних Олимпийских играх в Токио. Вновь на дистанции 1000 метров выступил в финале В и по итогам соревнований стал 10-м.
В 2024 году в третий раз в карьере принимал участие в летних Олимпийских играх. В Париже на дистанции 1000 метров снова стал участником финала В, а в итоговом протоколе расположился на 13-м месте.